# Adrianópolis (Paraná)
Adrianópolis é um município brasileiro do estado do Paraná. A cidade localiza-se a Sudeste do Estado, na região denominada de Vale do Ribeira e pela proximidade com a capital, pertence à Região Metropolitana de Curitiba. Sua população, estimada em 2020 conforme dados do IBGE, era de 5 857 habitantes.
Sua maior fonte de renda está calcada no setor secundário, extração de minerais, principalmente o chumbo e a prata. Sua riqueza natural está no Parque Estadual das Lauráceas, criado através do decreto de nº. 729 de 27 de junho de 1979, e ampliado através do decreto de nº. 5.894 de 10 de outubro de 1989. 

## Etimologia
Adrianópolis recebeu esse nome em homenagem ao primeiro minerador da região, Adriano Seabra da Fonseca, acrescentando o sufixo grego "pólis" que significa cidade: Cidade de Adriano. A etimologia para o nome "Adriano" vem do latim "adrianu", gentílico dado aos nascidos em Adria, que de acordo com Drummond pode ser traduzido como "poderoso".

## História
Em 1937, o português Adriano Seabra da Fonseca incentivou a colonização da região, construindo as primeiras casas, o primeiro comércio e a primeira indústria.
A recente colonização de Adrianópolis só se concretizou desde que começaram a serem explorados os recursos naturais que ainda se encontram em grande quantidade na região, e que, ainda na atualidade, são fontes de renda de grande importância na economia do município.
O primeiro nome do município foi Epitácio Pessoa, quando o mesmo era presidente do Brasil, mas o povo não gostou do nome, primeiro devido às controvérsias políticas da Revolução de 1930 e segundo porque já existia uma cidade paulista com o mesmo nome.
No dia 31 de dezembro de 1937, a aglomeração urbana virou um Distrito Administrativo, fazendo parte do município de Bocaiuva do Sul, mas com o nome de Paranaí, já que é um topônimo que vem do Tupi-Guarani.
A transformação do antigo distrito de Paranaí em município ocorreu em 25 de julho de 1960, através da Lei Estadual nº 4.245, decretada pelo governador Moysés Lupion de Tróia, recebendo então o nome de Adrianópolis. O município de Adrianópolis foi instalado no dia 15 de novembro de 1961 e o primeiro prefeito foi Ruppel Abdalla.

## Transporte
O município de Adrianópolis é servido pela rodovia BR-476, no seu trecho norte, que liga Curitiba a Apiaí (SP-250)

Adrianopolitanos Ilustres
- Rogério Raab Bontorin